# Tamiki Wakaki
Tamiki Wakaki (若木 民喜 ?) es un mangaka japonés nacido en Ikeda, Osaka (Japón) el 9 de mayo de 1972. Graduado en la Universidad de Kioto, y conocido por su serie de manga Kami nomi zo Shiru Sekai, la cual obtuvo un anime de tres temporadas y cuatro OVA.

## Trabajos

### Series
- Seikesshou Albatross (聖結晶アルバトロス?) (2006)
- Kami nomi zo Shiru Sekai (神のみぞ知るセカイ?) (2008–2014)
- (K.O.I) King of Idol (キング・オブ・アイドル?) (2017–2018)
- Kekkon Surutte, Hontō Desu ka (結婚するって、本当ですか?) (2020–2023)

### One-shots
- First Touch (ファースト タッチ?) (2000)
- Captain Sweetheart (キャプテン スイートハート?) (2001)
- Rainichi! Brazil-kun (来日! ブラジルくん?) (2002)
- Gingashiki Otameshi Kyoushi (銀河式お試し教師?) (2002)
- Jouhoutoudan Albatross (情報盗団アルバトロス?) (2004)
- Hiseki no Kaitou Albatross (緋石の怪盗アルバトロス?) (2004)
- Mister Sister Gorilla (ミスターシスターゴリラー?) (2007)
- Koishite!? Kami-sama!! (恋して!? 神様!!?) (2007)